# Зора (театрална трупа)
Вижте пояснителната страница за други значения на Зора.
„Зора“ е българска театрална трупа. Основана е в София от Борис Пожаров през 1890 г. с името Театрално благотворително дружество „Васил Левски“, което е преименувано през 1894 г.

## История
Мястото, където се играят представленията е дъсчения цирк на Анжело Пизи. След 1895 г. ръководител на трупата е Стоян Попов, като връща предишното име Българска народна драматическа трупа „Васил Левски“. Поради финансов неуспех се разформирова през септември 1896 г. в Търново, след голямо турне из страната.

## Актьорски състав
Първоначално в представленията на трупата играят артистите Кръстьо Сарафов, Неделчо Щърбанов, Фратьо Фратев, Владимир Николов, Мария Канели. Част от артистите напускат трупата, за да специализират в чужбина. Присъединяват се Стоян Попов, Роза Попова, М. Димитрова, К. Николов, Ст. Попова. След като се разформирова една част от артистите играят на сцената на „Сълза и смях“, а други стават част от пътуващите театри.

## Спектакли
По-известните спектакли, които изнася са „Руска“ от Иван Вазов, „Иванко“ от Васил Друмев, „Разбойници“ от Фридрих Шилер, „Стефан Караджа“ от Тодор Хаджистанчев, „Отело“ от Уилям Шекспир, „Насила оженване“ от Молиер, „Лукреция Борджия“ от Виктор Юго.